# Tour de Mayen
Pour les articles homonymes, voir Mayen (homonymie).
La tour de Mayen est un sommet calcaire des Préalpes vaudoises culminant 2 326 m d'altitude, dans le canton de Vaud en Suisse.

## Géographie

De gauche à droite : la tour d'Aï, la tour de Mayen et de la tour de Famelon.

La tour d'Aï constitue avec la tour de Mayen et la tour de Famelon une ligne de crête séparant la vallée des Ormonts et la vallée de l'Hongrin (Eau Froide).